# Eunice schemacephala
Eunice schemacephala är en ringmaskart som beskrevs av Schmarda 1861. Eunice schemacephala ingår i släktet Eunice och familjen Eunicidae. Inga underarter finns listade i Catalogue of Life.